# In Cold Blood (Malevolent Creation)
In Cold Blood è il quinto album della band death metal statunitense Malevolent Creation, pubblicato il 24 giugno 1997 dalla Pavement Music e prodotto da Scott Burns.

## Tracce
1. Nocturnal Overlord – 2:26
2. Prophecy – 2:19
3. Compulsive – 3:10
4. Narcotic Genocide – 3:01
5. Violated – 2:15
6. Leech – 2:57
7. In Cold Blood – 5:34
8. Visions of Malice – 3:42
9. VII – 2:44
10. Preyed Upon – 5:01
11. Millions – 2:26
12. Condemned – 4:00
13. Seizure – 2:28

## Formazione
- Jason Blachowicz - basso, voce
- Phil Fasciana - chitarra
- Paul Soars - chitarra
- Derek Roddy - batteria